# Poelhuizen
Poelhuizen (Fries: Poelhuzen of Poelhúzen) is een veld- of streeknaam in de gemeente Leeuwarden, in de Nederlandse provincie Friesland. Poelhuizen ligt ten noorden van het dorp Stiens en ten oosten van Finkumaan de Poelhuzen. De streek ligt ten noorden van de Finkumervaart.
In 1540 kwam de veldnaam De Poelen voor. Vanaf 1700 komt de naam Poelhuysen voor op kaarten. De naam verwijst naar een poel.

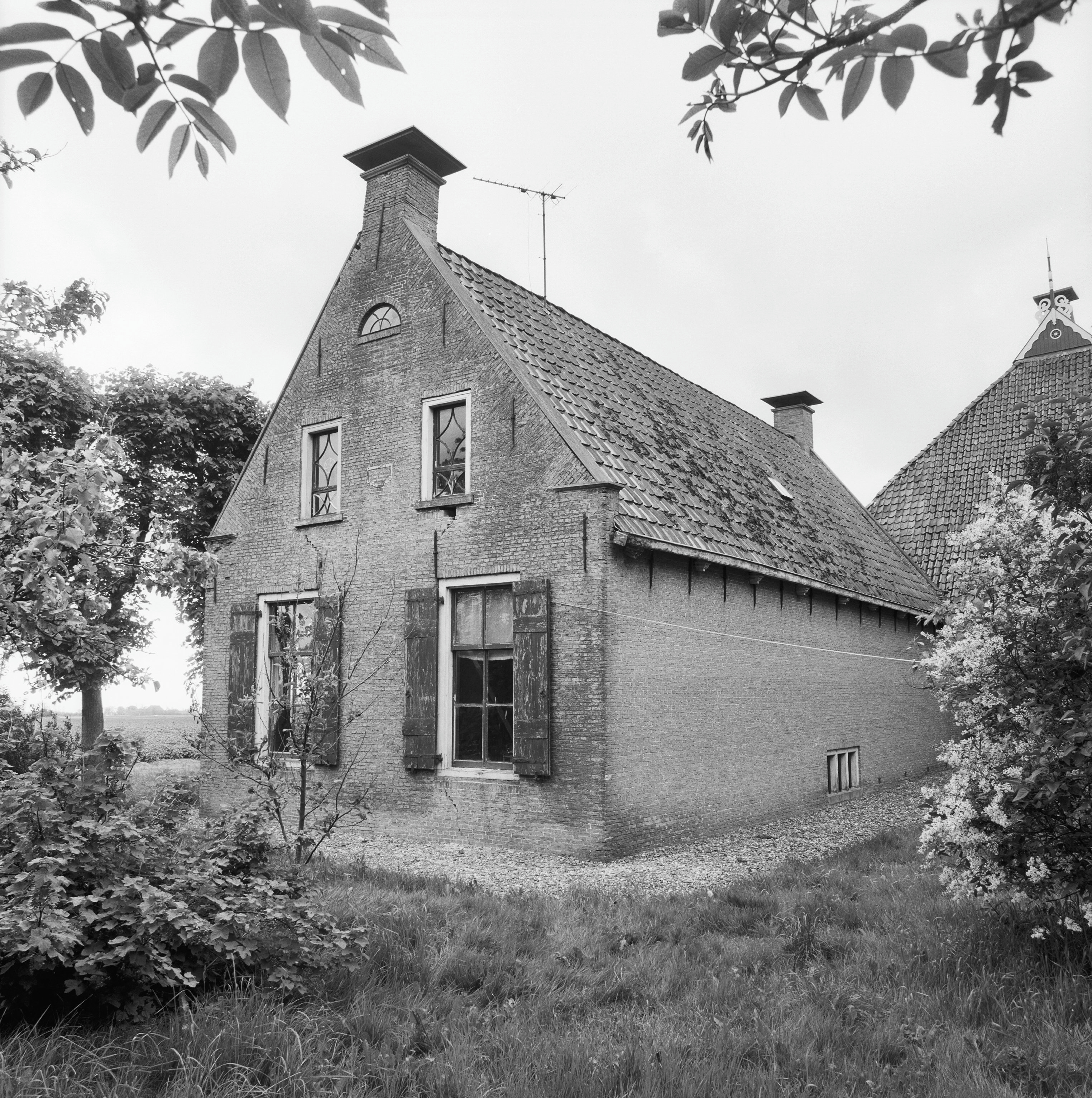
Huis en boerderij in Poelhuizen (toestand 1987)

Steden, dorpen en gehuchten: Aegum · Baard · Beers · Britsum · Cornjum · Finkum · Friens · Goutum · Grouw · Hempens · Hijlaard · Hijum · Huins · Idaard · Irnsum · Jellum · Jelsum · Jorwerd · Leeuwarden · Lekkum · Lions · Mantgum · Miedum · Oosterlittens · Oude Leije · Roordahuizum · Snakkerburen · Stiens · Swichum · Teerns · Warstiens · Wartena · Warga · Weidum · Wirdum · Wytgaard

Buurtschappen: Abbengawier · Angwier · Baardburen · Bartlehiem (deels) · Barrahuis · De Hem · Domwier · Fons · Groote Bontekoe · Gotum · Hezens · Horne · Hofland · Hoptille · Marwird · Midsburen · Naarderburen · Noordend · Oude Schouw (deels) · Poelhuizen · Rewerd (deels) · Schillaard · Schrins · Tichelwerk · Tjaard · Tjeintgum · Truurd · Tsienzerburen · Vensterburen · Vierhuis · Wammerd · Wiel · Wieuwens · Wilaard · Zuiderburen · Zuiderend

Voormalige buurtschappen: De Drie Romers · Hoek

Friesland: Steden en dorpen      Nederland: Provincies · Gemeenten